# Ryno
Ryno ist eine Erzählung des Romantikers Ludwig Tieck. Sie entstand 1791 und erschien 1792 als Schlusskapitel zu Friedrich Eberhard Rambachs Roman Die eiserne Maske, eine schottische Geschichte unter dem Pseudonym Ottokar Sturm.

## Inhalt
Der verurteilte Ryno schwelgt im Fackelschein in seinen schrecklichen Erinnerungen und redet sich ein, im Bösen der Größte zu sein. Das Dunkel bringt Todesgedanken und er wünscht, alles solle mit ihm vergehen. Harfentöne wecken wehmütige Kindheitserinnerungen. Blitz, Schatten und Eulengeschrei machen Angst. Er überlegt, den Burgherrn Carno, der seinen Mordanschlag überlebte, um Verzeihung zu bitten, doch will lieber allein oder mit Seinesgleichen durch die Welt gehen. Der Geist seines früheren Gefährten Dunkan führt ihn aus der Burg, wo die Vision von Carnos glücklichem Leben und Tod an der Seite der Geliebten Malewina ihm alle Hoffnung nimmt.

## Stil
Ludwig Tieck erzählt hier ausschließlich in Gedanken und Vorstellungen, aus denen sich auch Umstände und Vorgeschichte erschließen. Die Phantasien werden jeweils durch Licht- oder Geräuscheinflüsse aus der Umgebung angeregt und gehen allmählich in Wahnsinn über. Diese Technik verwendet Tieck später in weiteren Erzählungen.
Die erwähnten Namen stammen aus dem damals populären Ossian. Rynos Todesvisionen erinnern an Schillers Die Räuber, Shakespeares Richard III und im Auftauchen des Geistes an Hamlet.